# Saison 5 de Burn Notice
Chronologie
Saison 4 Saison 6
Cet article présente les épisodes de la cinquième saison de la série télévisée américaine Burn Notice.

## Généralités
Initialement prévue pour 15 épisodes, cette cinquième saison est finalement composée de 18 épisodes avec une diffusion prévue en deux parties : 12 épisodes durant l'été puis les 6 autres du 3 novembre 2011 au 15 décembre 2011.

## Synopsis
Michael Westen est un agent secret qui est subitement mis à pied en plein milieu d'une opération. Il se retrouve à Miami sans savoir pourquoi, sans emploi, sous étroite surveillance d'agences fédérales et sans pouvoir quitter la ville. Michael est alors obligé de survivre en menant des opérations pour divers clients à Miami. Aidé par une ex-petite amie, Fiona, ancien membre de l'IRA, et Sam, un ancien soldat à la retraite, Michael utilise son expérience et des techniques d'espionnage pour venir à bout d'affaires que la police seule ne saurait résoudre. Parallèlement, Michael cherche activement à savoir pourquoi il a été « licencié ».

## Distribution

### Acteurs principaux
- Jeffrey Donovan (VF : Bertrand Liebert) : Michael Westen
- Gabrielle Anwar (VF : Nathalie Karsenti) : Fiona Glenanne (en)
- Bruce Campbell (VF : Thierry Mercier) : Sam Axe (en)
- Sharon Gless (VF : Michelle Bardollet) : Madeline Westen
- Coby Bell (VF : Olivier Cordina) : Jesse Porter

### Acteurs récurrents
- Seth Peterson (VF : Dominique Guillo) : Nate Westen
- Marc Macaulay (en) (VF : Érik Colin) : agent Harris
- Brandon Morris (VF : Antoine Tomé) : agent Lane
- Arturo Fernandez (VF : Ludovic Baugin) : Sugar
- Paul Tei (VF : Vincent Ribeiro) : Barry
- Lauren Stamile (VF : Pascale Chemin) : Kim Pearce
- Grant Show (VF : Thierry Ragueneau) : Max
- Jere Burns (VF : Guillaume Orsat) : Anson Fullerton, un psychologue spécialisé dans le comportement humain
- Andrew Howard (VF : Jérôme Pauwels) : Tavian Korzha
- David Fickas (VF : Stanislas Forlani) : Dixon

### Invités
- Dylan Baker (VF : Patrick Osmond) : Raines (épisode 1)
- Carlos Sanz (VF : Julien Kramer) : Armando Puente (épisode 1)
- Claudio Pinto (VF : Benjamin Pascal) : le soldat (épisode 1)
- Daniel Gerroll (en) (VF : Michel Dodane) : Carson Huxley (épisode 2)
- Eiko Nijo (VF : Geneviève Doang) : Ryoko Maji (épisode 2)
- Brian Tee (VF : Stéphane Marais) : Takeda (épisode 2)
- Wade Williams (VF : Marc Alfos) : Carter (épisode 3)
- Michael O'Keefe (VF : Boris Rehlinger) : Wallace (épisode 3)
- Aviva Baumann (VF : Delphine Rivière): Eve (épisode 4)
- John Ross Bowie (VF : Stéphane Pouplard) : Paul (épisode 4)
- Paul Wight (VF : Gilles Morvan) : Griffin Black (épisode 4)
- Matt Lauria (VF : Thierry D'Armor) : Ethan (épisode 5)
- Andy Davoli (VF : Nessym Guetat) : Brad Ramsey (épisode 5)
- Todd Stashwick (VF : Thierry Kazazian) : Carmelo Dante (épisode 6)
- Brendan O'Malley (VF : Luc Boulad) : Gabriel Manaro (épisodes 6 et 9)
- John Ales (VF : Christophe Desmottes) : Matt Bailey (épisode 6 et 9)
- Charlie Weber (VF : Benjamin Pascal) : Jacob Starky (épisodes 6 et 7)
- Jay R. Ferguson (VF : David Krüger) : John O'Lear (épisode 7)
- Michele Nordin (ru) (VF : Laura Blanc) : Denise O'Lear (épisode 7)
- W. Earl Brown (VF : Stéphane Bazin) : Zechariah (épisode 7)
- David Dayan Fisher (VF : Michel Vigné) : Miles Vanderwaal (épisode 8)
- Henri Lubatti (VF : Taric Mehani) : Steve Cahill (épisode 8)
- Gavin Rossdale (VF : Xavier Béja) : Armand (épisode 8)
- Steve Zurk (VF : Fabien Jacquelin) : Benny (épisodes 8 et 15)
- Patrick Bauchau (VF : Bernard Alane) : Lucien Balan (épisode 9)
- James Frain (VF : Jean-Pierre Michaël) : James Forte (épisode 9)
- Darby Stanchfield (VF : Véronique Borgias) : Sadie Forte (épisode 9)
- Kai Lennox (VF : Yann Guillemot) : Dan Tesmond (épisode 9)
- Todd Allen Durkin (VF : Fabien Jacquelin) : Ross (épisode 9)
- Michael T. Weiss (VF : Nicolas Marié) : Holcomb (épisode 10)
- Brian Letscher ( : Ward (épisode 10)
- Connor Kelly : Landes (épisode 10)
- Oscar A. Diaz : Caleb (épisode 10)
- Charisma Carpenter (VF : Malvina Germain) : Nicki Skyler (épisode 11)
- Tom Gallop (VF : Mathieu Buscatto) : Kevin Skyler (épisode 11)
- Tim Matheson (VF : Bruno Dubernat) : Larry Sizemore (épisode 12)
- Ptolemy Slocum (VF : Cyril Aubin) : Oswald Patterson (épisode 13)
- Ian Anthony Dale (VF : Bruno Choël) : Xavier (épisode 13)
- Carla Gallo (VF : Laura Préjean) : Sherry (épisode 13)
- Michael Beasley (VF : Paul Borne) : l'inspecteur Tau (épisode 13)
- Andre Holland (VF : Serge Faliu) : Dion Carver (épisode 14)
- Indigo (VF : Laurence Mongeaud) : Dolly (épisode 14)
- Ben Watkins (VF : Sam Salhi) : Ricky Watkins (épisode 14)
- Justin Smith (en) : Blake (épisode 14)
- Rick Gomez (VF : Jérôme Keen) : William Resnick (épisode 15)
- Jonathan Adams (VF : Saïd Amadis) : Joseph Kamba (épisode 15)
- Aubrey Peeples : Sophie Resnick (épisode 15)
- Andy Quiroga (VF : Denis Boileau) : Edgar, l'agent de sécurité (épisode 15)
- Mark Ivanir (VF : Philippe Catoire) : Ivan Vaskov du FSB (épisode 16)
- Simon Kassianides (en) (VF : Mathieu Buscatto) : George Anders (épisode 16)
- Chris Marks : Oscar Markov (épisode 16)
- Ilza Rosario : Beatriz (épisode 16)
- Ana Layevska : Irina (épisode 16)
- Ravi Kapoor (en) : Yash Ahluwalia (épisode 17)
- Gregg Henry (VF : Gabriel Le Doze) : Ian Covey (épisode 17)
- Zach Sale (VF : Jean-Marco Montalto) : Brian (épisode 17)
- Robert Wisdom (VF : Jean-Louis Faure) : Vaughn (épisode 17)
- Karin Kelts : Felicia (épisode 17)
- Tim Bass : Gus (épisode 17)
- Kristanna Loken (VF : Vanina Pradier) : Rebecca Lang, un agent de la CIA[3] (épisode 18)
- Dean Cain (VF : Emmanuel Curtil) : Ryan Pewterbaugh, un agent de la CIA[3] (épisode 18)
- Eric Roberts (VF : Guy Chapelier) : Reeds Perkins, un informateur réservant ses services aux ennemis des américains (épisode 18)
- Maxwell Terlecki : Nick Carnahan[3] (épisode 18)
- Luke Albright : Jake (épisode 18)
- Tony Senzamici (VF : Luc Boulad) : l'inspecteur Tom Kendrick (épisode 18)

## Épisodes

### Épisode 1:L'homme qui en savait trop
- États-Unis : 23 juin 2011 sur USA Network[4]
- Québec : 27 mai 2012 sur Séries+
- France : sur 13ème rue
- Suisse : sur TSR2
- Belgique : sur RTL-TVI

- États-Unis : 5,167 millions de téléspectateurs[5] (première diffusion)

### Épisode 2:La Chair et le Sang
- États-Unis : 30 juin 2011 sur USA Network
- Québec : 3 juin 2012 sur Séries+

- États-Unis : 4,666 millions de téléspectateurs[6] (première diffusion)

### Épisode 3:Agents doubles
- États-Unis : 7 juillet 2011 sur USA Network
- Québec : 10 juin 2012 sur Séries+

- États-Unis : 4,884 millions de téléspectateurs[7] (première diffusion)

- Wade Williams (Carter)

Tandis que Mike essaye de prendre du recul après toutes les affaires qu'il a effectuées, Nate est de retour en ville avec son bébé et propose un boulot à Mike qui n'a pas la tête à ça.

### Épisode 4:Cœur de pirates
- États-Unis : 14 juillet 2011 sur USA Network
- Québec : 17 juin 2012 sur Séries+

- États-Unis : 5,394 millions de téléspectateurs[8] (première diffusion)

En même temps qu'il effectue une mission pour le compte de la CIA, Mike fait part de ses préoccupations à Max, concernant le dossier sur ceux qui l'ont grillé. 

### Épisode 5:La Relève
- États-Unis : 21 juillet 2011 sur USA Network
- Québec : 24 juin 2012 sur Séries+

- États-Unis : 5,39 millions de téléspectateurs[9] (première diffusion)

Avec la mort de Max, la CIA ouvre une enquête et envoie un nouveau contact à Mike.

### Épisode 6:L'Ennemi de mon ennemi
- États-Unis : 28 juillet 2011 sur USA Network
- Québec : 1er juillet 2012 sur Séries+

- États-Unis : 4,997 millions de téléspectateurs[10] (première diffusion)

Fiona et Madeline essayent de retrouver le sosie de Mike qui apparaît dans une vidéo incriminante au sujet du meurtre de Max.

### Épisode 7:État de siège
- États-Unis : 4 août 2011 sur USA Network
- Québec : 8 juillet 2012 sur Séries+

- États-Unis : 5,211 millions de téléspectateurs[11] (première diffusion)

### Épisode 8:L'Île de tous les dangers
- États-Unis : 11 août 2011 sur USA Network
- Québec : 15 juillet 2012 sur Séries+

- États-Unis : 4,749 millions de téléspectateurs[12] (première diffusion)

### Épisode 9:Protection rapprochée
- États-Unis : 18 août 2011 sur USA Network
- Québec : 22 juillet 2012 sur Séries+

- États-Unis : 5,316 millions de téléspectateurs[13] (première diffusion)

- Patrick Bauchau (Lucien Balan)
- James Frain (James Forte)

### Épisode 10:Seul contre tous
- États-Unis : 25 août 2011 sur USA Network
- Québec : 29 juillet 2012 sur Séries+

- États-Unis : 4,576 millions de téléspectateurs[14] (première diffusion)

- Michael T. Weiss

### Épisode 11:De choc et de charmes
- États-Unis : 1er septembre 2011 sur USA Network
- Québec : 5 août 2012 sur Séries+

- États-Unis : 4,074 millions de téléspectateurs[15] (première diffusion)

- Charisma Carpenter (Nicki)

### Épisode 12:Manipulation
- États-Unis : 8 septembre 2011 sur USA Network
- Québec : 12 août 2012 sur Séries+

- États-Unis : 4,393 millions de téléspectateurs[16] (première diffusion)

### Épisode 13:Le Complexe du martyr
- États-Unis : 3 novembre 2011 sur USA Network[17]
- Québec : 19 août 2012 sur Séries+

- États-Unis : 2,863 millions de téléspectateurs[18] (première diffusion)

Avec les aveux de Fiona avouant le meurtre de Larry et des deux gardes, en possession du cerveau derrière son éviction de la CIA, Mike n'a d'autre choix que de lui obéir.

### Épisode 14:Soif de vengeance
- États-Unis : 10 novembre 2011 sur USA Network
- Québec : 26 août 2012 sur Séries+

- États-Unis : 2,664 millions de téléspectateurs[19] (première diffusion)

### Épisode 15:Opération missile
- États-Unis : 17 novembre 2011 sur USA Network
- Québec : 2 septembre 2012 sur Séries+

- États-Unis : 2,362 millions de téléspectateurs[20] (première diffusion)

### Épisode 16:Hors de contrôle
- États-Unis : 1er décembre 2011 sur USA Network
- Québec : 9 septembre 2012 sur Séries+

- États-Unis : 3,116 millions de téléspectateurs[21] (première diffusion)

### Épisode 17:Le Prix du sacrifice
- États-Unis : 8 décembre 2011 sur USA Network
- Québec : 16 septembre 2012 sur Séries+

- États-Unis : 2,787 millions de téléspectateurs[22] (première diffusion)

### Épisode 18:Une journée en enfer
- États-Unis : 15 décembre 2011 sur USA Network
- Québec : 23 septembre 2012 sur Séries+

- États-Unis : 2,885 millions de téléspectateurs[23] (première diffusion)

- Eric Roberts (Reeds, un informateur)
- Kristanna Loken (Rebecca, un agent de la CIA)
- Dean Cain (Ryan, un agent de la CIA)